# Municipio di Oakland
Il municipio di Oakland (in inglese: Oakland City Hall) è un edificio storico della città di Oakland in California.

## Storia
L'edificio venne eretto nel 1914 secondo il progetto dello studio di architettura Palmer & Hornbostel di New York, dopo la vittoria di quest'ultimo nel 1910 in un concorso nazionale appositamente indetto. All'epoca della sua costruzione era il più alto edificio a ovest del Mississippi.
L'edificio è iscritto nel registro nazionale dei luoghi storici dal 1983.

## Descrizione
L'edificio presenta uno stile Beaux-Arts.

## Galleria d'immagini

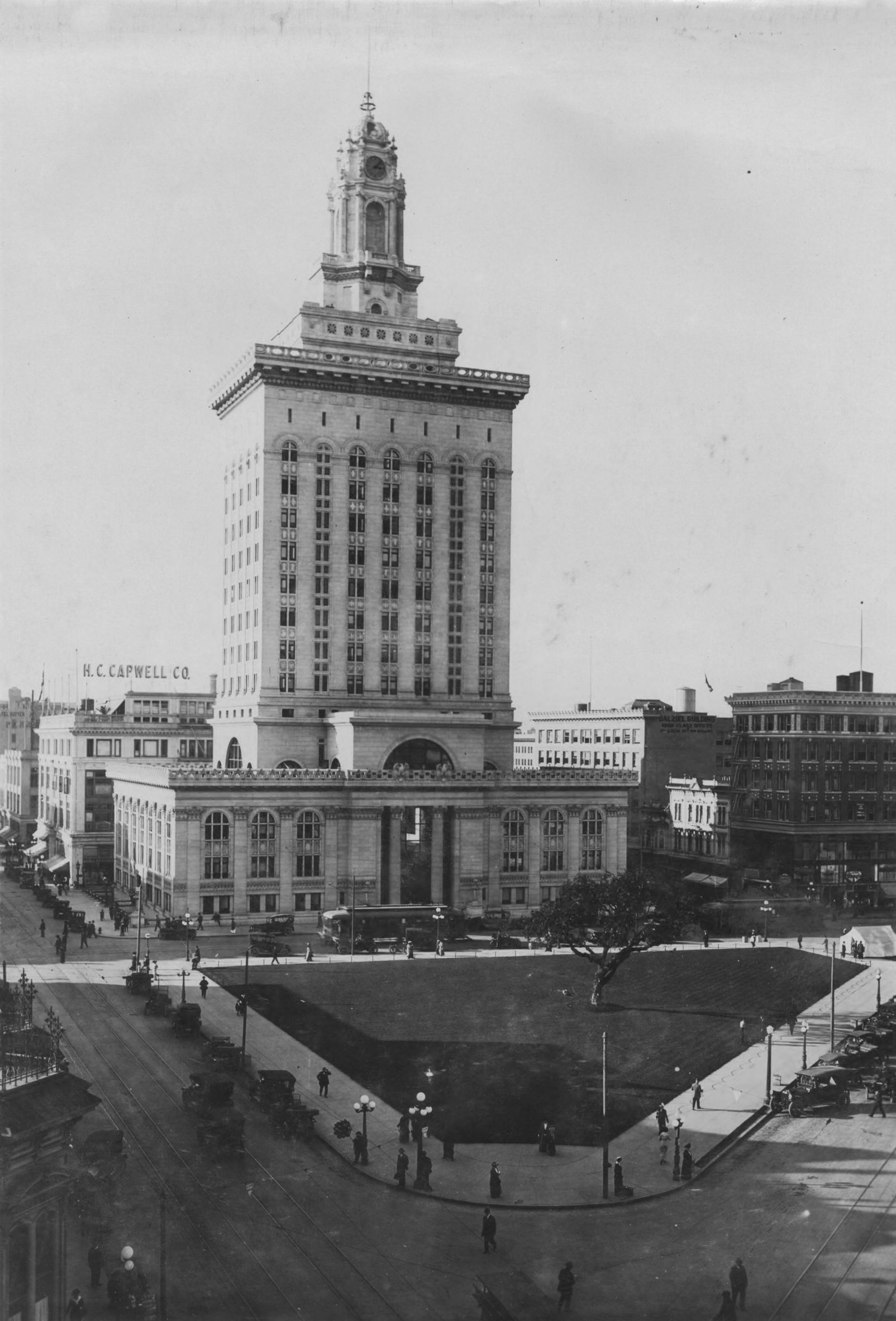
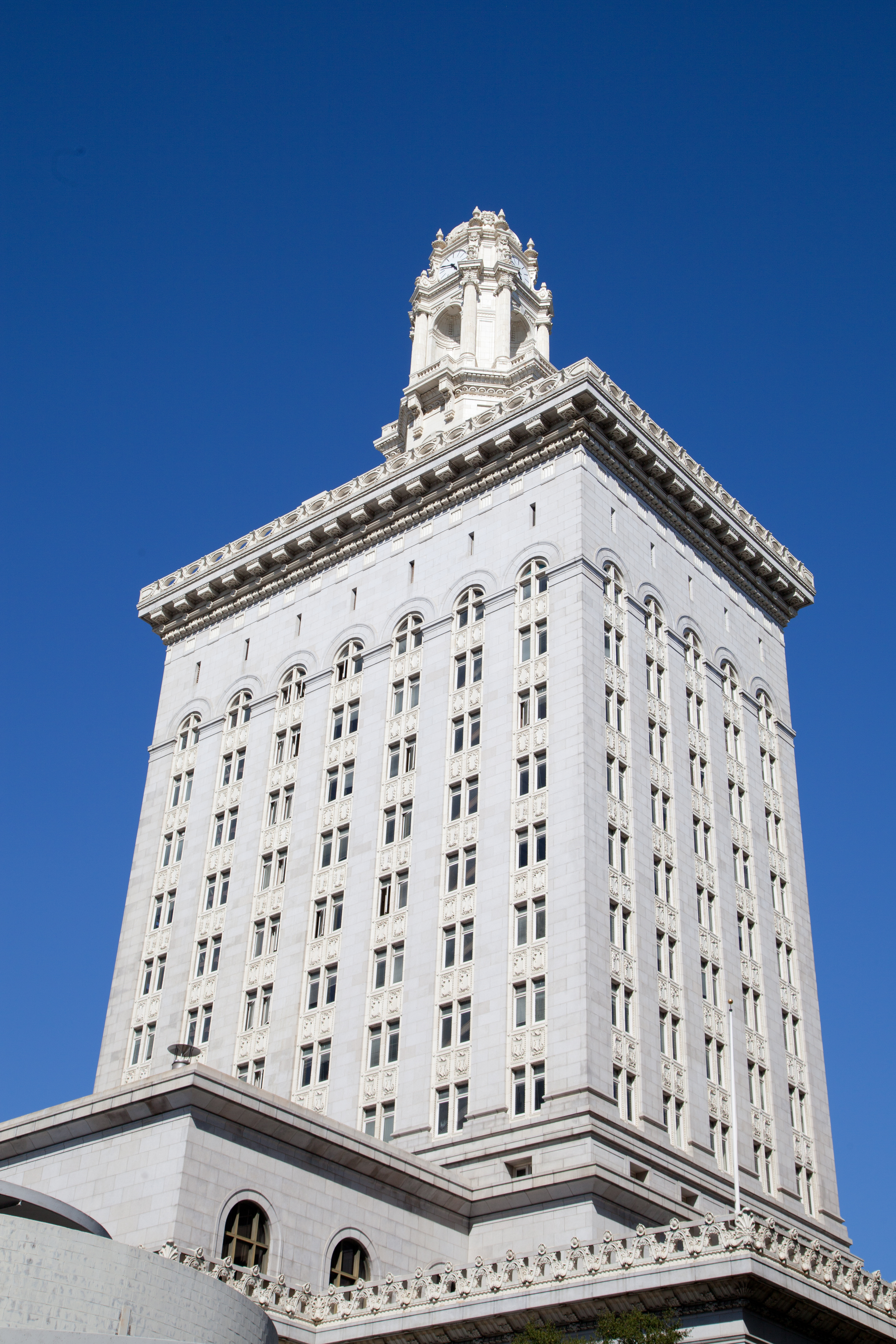
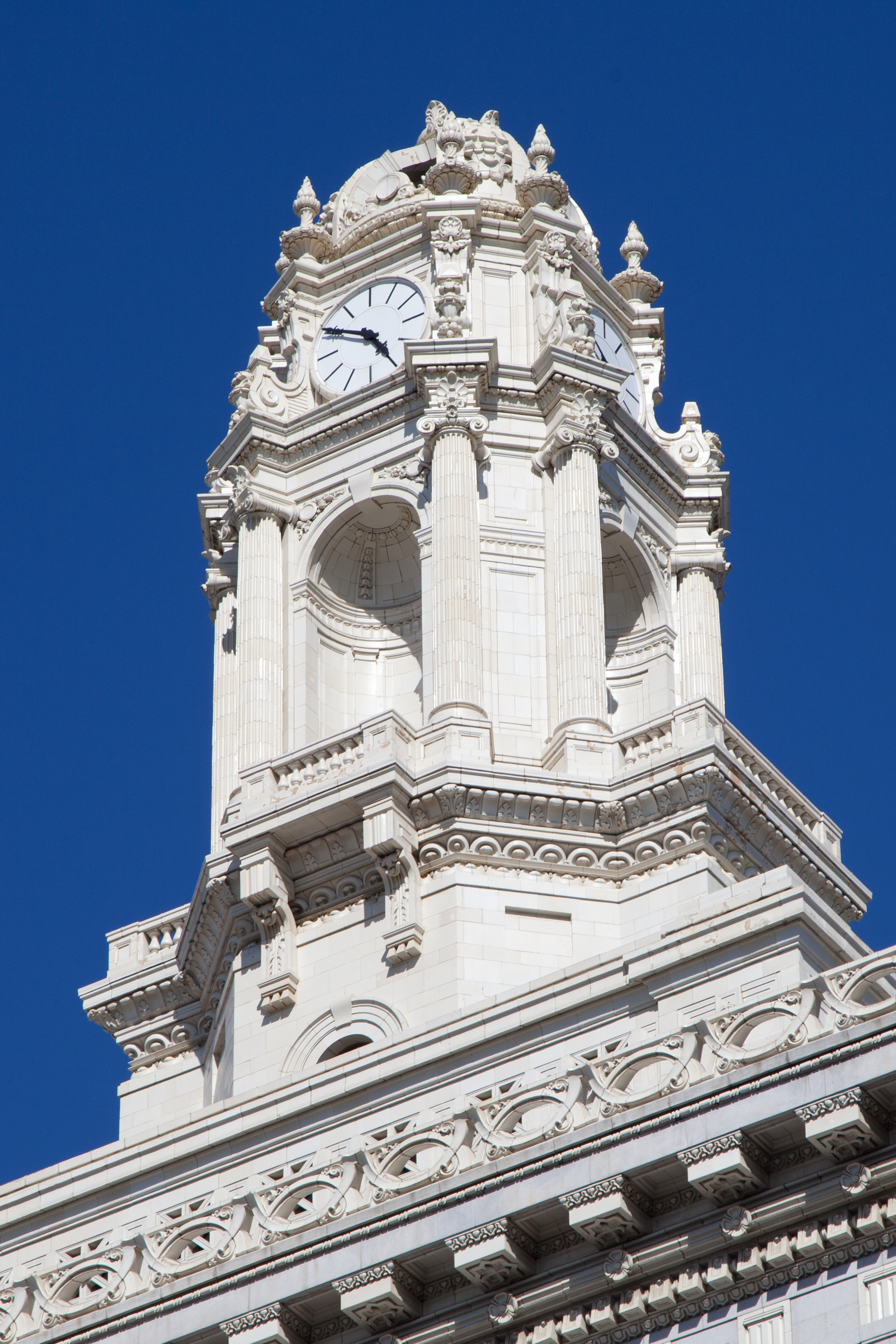